# Unitat monetària de valor més baix
La unitat monetària de valor més baix és aquella moneda que, amb una unitat, es pot adquirir com a màxim una unitat de qualsevol altra moneda. Habitualment, el càlcul es fa utilitzant la major moneda reserva com, per exemple, l'euro (EUR) o el dòlar dels Estats Units (USD). Les subdivisions de la moneda no es tenen en compte per fer els càlculs, per exemple: en el cas de la lliura esterlina no es considerarien els penics.
Des del 1990 han encapçalat la llista de monedes de valor més baix la córdoba nicaragüenca, l'inti peruà (PEI), el zaire congolès (ZRN), les diverses variants del kwanza angolès (AON i AOR), el dinar iugoslau (YUG), la lira turca (TRL), el leu romanès (ROL), el metical moçambiquès (MZM), el dong vietnamita (VND), el xíling somali (SOS) i, de manera molt destacada, el dòlar zimbabwès (ZWD, ZWN i ZWR), tot i les seves consecutives revaluacions, fins que fou suspès indefinidament el 12 d'abril del 2009.
A moltes monedes no se'ls permet un canvi fluctant en el mercat internacional de divises, bé per prevenir evasions massives de capital, bé per raons polítiques, de manera que el mercat paral·lel (o mercat negre) d'una moneda pot diferir substancialment del seu valor oficial.

## Llista de les unitats monetàries més baixes
Aquesta llista s'ha elaborat segons dades del 2 d'octubre del 2011. Es mostren totes aquelles monedes per les quals 1.000 unitats monetàries equivalen a menys d'1 euro. Els valors estan expressats en unitats monetàries per 1 euro i en dongs vietnamites.
- Si s'utilitzessin les taxes de canvi del mercat negre, la llista inclouria també el kyat de Myanmar (MMK), que es pot canviar a uns 1.150 MMK per euro, encara que el canvi oficial sigui de tan sols 8,7 MMK; i també el won nord-coreà (KPW), que es pot canviar a uns 2.750 KPW per euro, si bé el canvi oficial és de 184,7 KPW.
- Tenint en compte també el canvi real, el xíling somali (SOS) ocuparia la primera posició de la llista, ja que al mercat negre es pot arribar a canviar a més de 45.000 SOS per euro, mentre que segons la taxa oficial, de només uns 2.160 SOS per euro, se situa a la dissetena posició entre les monedes de valor més baix.
- L'estat de Somalilàndia (autoproclamat independent i no reconegut internacionalment) emet el xíling de Somalilàndia. El Banc Central de Somalilàndia no té actualment una taxa de canvi oficial. El desembre del 2008 es canviava a uns 7.500 xílings per dòlar (uns 10.000 xílings per euro d'aleshores).

| Núm.                                              | Estat               | Moneda    | Codi ISO 4217 | 19/07/2022 1 euro = | Valor en dongs vietnamites | Bitllet de valor més alt                           |
| ------------------------------------------------- | ------------------- | --------- | ------------- | ------------------- | -------------------------- | -------------------------------------------------- |
| 1.                                                | Iran                | Rial +    | IRR           | 43,291              | 0,554                      | 100.000 (bitllet) 2.000.000 (xec del Banc Central) |
| 2.                                                | Belarús             | Ruble     | BYR           | 34,601              | 0,693                      | 500                                                |
| 3.                                                | São Tomé i Príncipe | Dobra     | STD           | 24,287              | 0,988                      | 100.000                                            |
| 4.                                                | Vietnam             | Dong      | VND           | 24,011              | 1                          | 500.000                                            |
| 5.                                                | Zàmbia              | Kwacha    | ZMK           | 16,849              | 1,425                      | 50.000                                             |
| 6.                                                | Laos                | Kip       | LAK           | 15,386              | 1,560                      | 100.000                                            |
| 7.                                                | Indonèsia           | Rupia     | IDR           | 15,327              | 1,566                      | 100.000                                            |
| 8.                                                | Sierra Leone        | Leone     | SLL           | 14,083              | 1,704                      | 10.000                                             |
| 9.                                                | Uzbekistan          | Som       | UZS           | 11,206              | 2,142                      | 100.000                                            |
| 10.                                               | Guinea              | Franc     | GNF           | 8,896               | 2,698                      | 10.000                                             |
| 11.                                               | Paraguai            | Guaraní + | PYG           | 7,029               | 3,415                      | 100.000                                            |
| 12.                                               | Colòmbia            | Peso +    | COP           | 4,409               | 5,445                      | 50.000                                             |
| 13.                                               | Madagascar          | Ariary    | MGA           | 4,204               | 5,710                      | 10.000                                             |
| 14.                                               | Cambodja            | Riel      | KHR           | 4,181               | 5,742                      | 100.000                                            |
| 15.                                               | Uganda              | Xíling    | UGX           | 3,883               | 6,182                      | 50.000                                             |
| 16.                                               | Mongòlia            | Tögrög    | MNT           | 3,224               | 7,445                      | 20.000                                             |
| 17.                                               | Tanzània            | Xíling    | TZS           | 2,387               | 10,058                     | 10.000                                             |
| 18.                                               | Burundi             | Franc     | BIF           | 2,108               | 11,385                     | 10.000                                             |
| 19.                                               | Rep. Dem. del Congo | Franc     | CDF           | 2,041               | 11,764                     | 10.000                                             |
| 20.                                               | Líban               | Lliura *  | LBP           | 1,543               | 15,552                     | 100.000                                            |
| 21.                                               | Iraq                | Dinar +   | IQD           | 1,497               | 16,030                     | 25.000                                             |
| 22.                                               | Corea del Sud       | Won ‡     | KRW           | 1,342               | 17,891                     | 50.000                                             |
| 23.                                               | Somàlia             | Xíling    | SOS           | 583.7               | 40,716                     | 1.000                                              |
| Dades obtingudes del conversor de monedes xe.com. |                     |           |               |                     |                            |                                                    |

+ – Pendent de revaluació.

* – Té un canvi fix respecte al dòlar dels Estats Units (USD).

‡ – La unitat monetària de valor més baix d'un membre de l'OCDE.